# Marlon Pompey
Marlon Pompey (* 1. April 1983) ist ein ehemaliger kanadischer Basketballspieler, der auch über die Staatsangehörigkeit Trinidad und Tobagos verfügt.

## Werdegang
Pompey wuchs in der kanadischen Großstadt Toronto auf. Er spielte zunächst Fußball und dann für die Schulmannschaft der Westwood Secondary School in Mississauga Basketball. Er wechselte als Jugendlicher an die Heritage Christian High School nach Cleveland (US-Bundesstaat Texas). Anschließend war er Spieler der Winchendon School in Winchendon (US-Bundesstaat Massachusetts). Von 2003 bis 2007 war er Basketballspieler und Student an der Texas A&M University. Der 2,03 Meter große Power Forward erzielte in 101 Spielen für die Hochschulmannschaft im Durchschnitt 4,1 Punkte sowie 2,7 Rebounds je Begegnung.
Seine Laufbahn als Berufsbasketballspieler begann 2007 beim deutschen Zweitligisten Cuxhaven BasCats. Mit den Niedersachsen wurde Pompey in der Saison 2007/08 Vizemeister der 2. Bundesliga ProA. 2008/09 stand er erst in Diensten der Limerick Lions in Irland, ab Januar 2009 dann von KB Bashkimi Prizren (Kosovo). In der Saison 2009/10 spielte er für den FC Schalke 04 in der 1. Regionalliga. Im Frühjahr 2010 verstärkte er in Kanada die Mannschaft Kebs de Québec. Sein letzter Verein als Berufsbasketballspieler war 2010/11 der SC Rist Wedel in der 2. Bundesliga ProB.
Pompey war Nationalspieler von Trinidad und Tobago, er nahm 2009 mit der Auswahl des Staates an der Karibischen Meisterschaft teil.